# Helensburgh
Helensburgh est un burgh situé dans la région d'Argyll and Bute en Écosse (Royaume-Uni). Il est sur la rive nord du Firth of Clyde et à l'Est du Gare Loch.

## Monuments et sites
- Hill House, demeure construite en 1902-1904, est considérée comme l'une des meilleurs réalisations de l'architecte Charles Rennie Mackintosh.

## Sport
Le club d'Helensburgh Football Club y est basé.

## Personnalités
Naissance à Helensburgh
- Derek Parlane, joueur de football, y est né en 1953.
- Deborah Kerr, actrice, y est née.
- John Logie Baird, inventeur de la télévision électromécanique
- Morven Christie, actrice, y est née, en 1981.

Autre
- Charlotte Cooper,joueuse de tennis, y est morte en 1966.
- James Peace, compositeur, y a passé son enfance